# Psalm 5

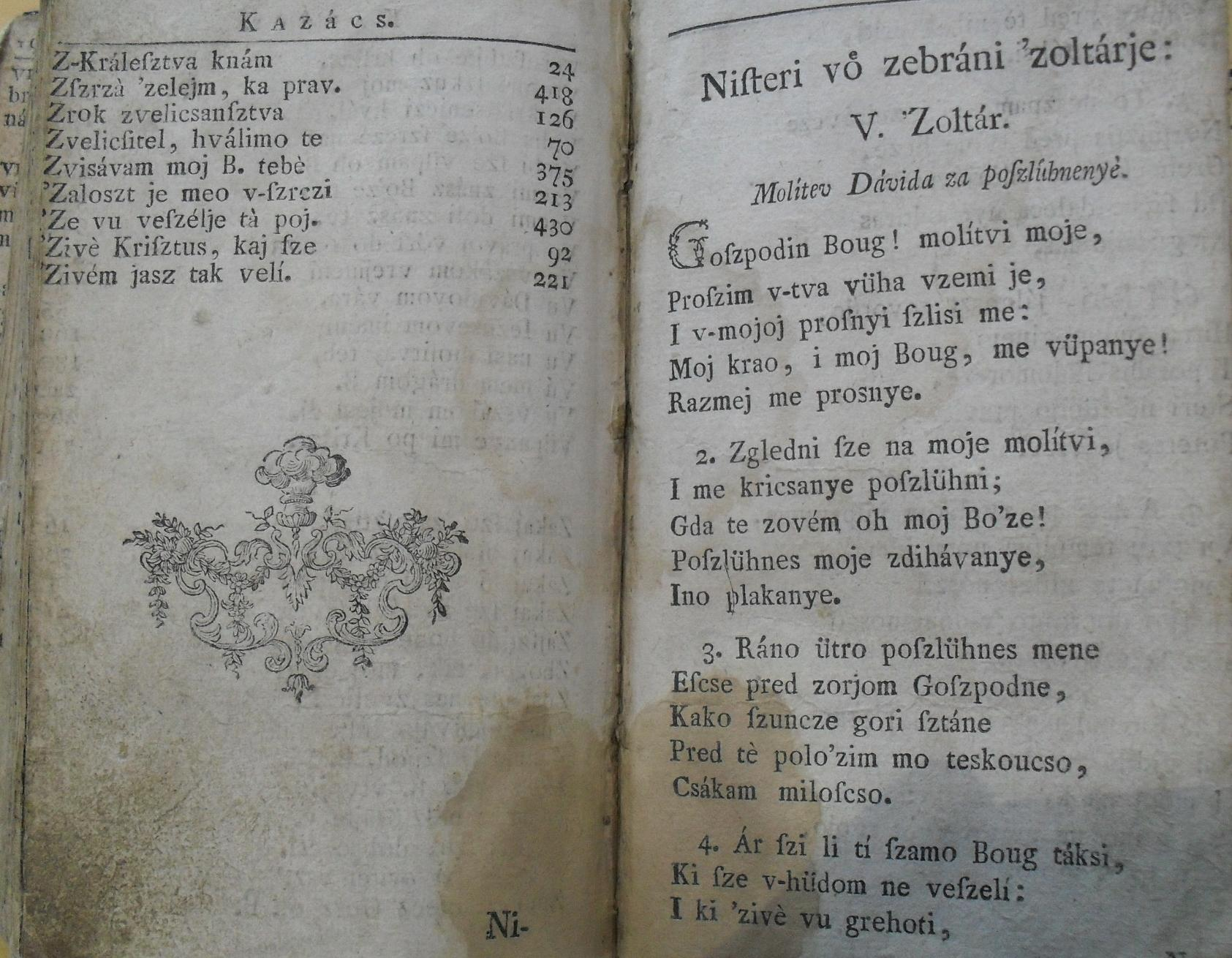
Psalm 5 w języku prekmurskim (Miháo Bakoš: Nouvi Gráduvál, 1789).

Psalm 5 – jeden z utworów zgromadzonych w biblijnej Księdze Psalmów.

## Ogólne informacje
Psalm 5 jest lamentacją jednostki, której tłem jest poranny kult w świątyni. Autorstwo psalmu przypisywane jest Królowi Dawidowi. Treść jest wołaniem o pomoc w obliczu zagrożeń czekających na psalmistę ze strony złoczyńców. Psalmista jest pewien opieki Bożej, jaka czeka go w świątyni Jahwe, oraz zniszczenia planu nieprzyjaciół.

## Struktura
Psalm wyraźnie podzielony jest na dwie części. Pierwsza (w. 1–8) jest prośbą o wysłuchanie, stanowi opis służby psalmisty oraz ukazuje nienawiść Boga do człowieka grzesznego. Druga część (w. 9–13) zaczyna się prośbą o prowadzenie drogą Bożą wobec grzeszników, po czym następuje charakterystyka wrogów, prośba o wymierzenie kary, prośba sprawiedliwego i pewność Bożego błogosławieństwa człowiekowi sprawiedliwemu.
- Prośba o wysłuchanie przez Jahwe (w. 2–4).
- Nienawiść Boga do donosicieli, złoczyńców, kłamców, ludzi krwawych i podstępnych (w. 5–7).
- Wejście i pokłon przed świętym przybytkiem (w. 8).
- Prośba o prowadzenie drogą Bożą na przekór złoczyńcom (w. 9).
- Charakterystyka wrogów (w. 10).
- Prośba o wymierzenie kary (w. 11).
- Prośba sprawiedliwego (w. 12).
- Pewność błogosławieństwa człowiekowi sprawiedliwemu (w. 13).

## Ciekawostki
Psalmista w w. 3 używa zwrotu "Królu mój i Boże mój". Słowo Król odnosi się tutaj do jednego z tytułów Boga. Dla narodu wybranego Bóg zawsze był pierwszym i najważniejszym królem. Nawet psalmista, którym najprawdopodobniej mógł być król Dawid, mówi o Bogu jako o swoim Królu